# Friluftsmuseet Slesvig-Holsten
Friluftsmuseet Slesvig-Holsten (på tysk Schleswig-Holsteinisches Freilichtmuseum) er et større frilandsmuseum i det nordlige Tyskland, beliggende i landsbyen Molfsee umiddelbart syd for Kiel. Museet rummer 70 genopbyggede og restaurerede landbobygninger fra forskellige egne i Slesvig-Holsten på et cirka 60 hektar stor område syd for Kiel. Friluftsmuseet åbnede i 1965 og har årligt cirka 160.000 besøgende. Museet anses for det største frilandsmuseum i Nordtyskland. Siden januar 2013 er friluftsmuseet en afdeling af landsmuseerne på Gottorp Slot.
Arealet er opdelt i flere geografiske områder. Der findes bygningsgrupper med bygninger fra Angel, Nordfrisland, Ditmarsken eller Probstei. Museets samling omfatter bygninger fra både (Syd-)Slesvig og Holsten. Den ældste bygning er en præstegård fra Grube i det østlige Holsten fra 1569. Der findes store gårde som den store haubarg fra Vitsvort på Ejdersted, saksergårde eller enlængede jyske gårde, men også husmandssteder og små fiskerhuse. Derudover er der vind- og vandmøller, et gammelt mejeri, et landapotek og talrige avlsbygninger og redskaber fra tidligere perioder.

## Billeder
- Degnegården i Kværs blev flyttet til frilandsmuseet i 1981
- Sø med to husmandssteder
- Hvalfangergård / Kaptajnsgård, en typisk frisergård fra øen Sild
- En typisk holstensk saksergård
- En Stubmølle
- Stue med blåmalede Delftfliser i Elbmarskenhus
- Alkover
- Ovn med bibelfliser
- Salg af røgt skinke og pølser